# Christian Leray
Christian Leray est un poète et chercheur en sociolinguistique, auteur de livres de poésies en français, gallo et portugais et de livres et articles de recherche en sociolinguistique.

## Biographie
Christian Leray est né en 1947 à Parigné, près de Fougères en Ille-et-Vilaine, dans un milieu rural dont les grands-parents, anciens agriculteurs vivant avec ses parents, parlaient gallo. Après ses études au Lycée de Fougères, il obtient en 1973, à l'École Normale de Rennes, le Certificat d'Aptitude à l'Enseignement Spécialisé, ce qui le conduit à enseigner avec des enfants en difficultés de langage ; il prend alors en compte la langue gallèse que parlent certains de ces enfants en utilisant des méthodes pédagogiques innovantes qu'il a découvertes en travaillant avec des pionniers de l'Institut Coopératif de l’École Moderne-Pédagogie Freinet (ICEM) qui accordent une grande place aux textes libres et récits de vie, ainsi qu'à l'apprentissage de la citoyenneté à l'école.
Élu responsable départemental de l'ICEM et membre de la Commission internationale de l'Enseignement spécialisé, il participe à une Rencontre Internationale des Educateurs Freinet à l'Universidade Regional de Blumenau (FURB) (sud du Brésil en 1981), laquelle va bouleverser sa vie d'enseignant-chercheur en l'amenant à travailler avec des éducateurs Freinet et Paulo Freire au Brésil (participation à la création d'un Centre d'éducation et à la transformation d'une favela brésilienne en une « communauté de base citoyenne » cf. son livre Brésil, le défi des communautés, Harmattan-Logiques Sociales, 1985). La même année, il publie à son retour du Brésil un recueil de poésies bilingues en gallo et français  Le monde en antamas distingué par une mention spéciale de l'Union pour la Diffusion Littéraire. Son dernier livre de Poésie FLEUR DE SEL- Poésie des marais bretons et d´Olonne édité en Bretagne par Couleurs et Plumes en 2023, contient aussi une dizaine de haïkus en Gallo parlé par des Paludiers de la presqu'île de Guérande et il a reçu le Premier Prix de Poésie 2023 lors du Salon littéraire de Lanvollon dans les Côtes d' Armor. Plus récemment il a été lauréat du Jury de la Société des Poètes Français réuni à Paris le 29 mars 2024.
Entre-temps, nommé par le Rectorat et l’Inspection d'Académie Conseiller Pédagogique pour la prise en compte de la langue et la culture gallèses, il organise en 1982 avec Gilles Morin, agrégé d'Histoire, chargé de mission de gallo par le Rectorat d'Académie, les premiers enseignements de gallo dans les écoles, collèges et lycées du Département ainsi qu'à l'Université. À partir de l'année scolaire 1981-1982 et jusqu'à l'année scolaire 1991-1992, Christian Leray a développé, en tant que C.P.A.E.N. (Conseiller Pédagogique Adjoint à l'École Normale de Rennes) des cours de Gallo dans les Zones d'Éducation Prioritaires rurales de Retiers et Tremblay en s'appuyant toujours sur la culture locale et en s'adjoignant la participation de conteurs dont le célèbre Albert Poulain ou de musiciens du pays gallo comme Pierrick Cordonnier de la Bouèze, président-fondateur de la Maison du Patrimoine de Haute-Bretagne appelée La Granjagoul, dont Christian Leray en tant que membre du CA a soutenu la création. Ceux-ci sont aussi intervenus dans les stages de formation continue des enseignants à l'E.N. ainsi que dans les Unités de Formation (U.F. de l’École Normale) qu'il a dirigées jusqu'en 1991-1992.
À partir de la transformation de l'École Normale de Rennes en Institut Universitaire de Formation des Maîtres de Bretagne (1991), puis au Département des Sciences de l’Éducation, il dirige aussi des recherches-actions sur la prise en compte de la langue gallèse dans une dynamique interculturelle.
Sa thèse « Langage et Autoformation – Une histoire de vie en pays gallo » s'appuyant sur l'histoire de vie d'Ernestine Lorand, une conteuse et poétesse gallésante de Concoret (Morbihan), permet non seulement de distinguer « l'alternance codique gallo-français et ses effets » au cours du récit de vie d'une bilingue mais aussi « la notion de « pays gallo » (situation des espaces vécus et représentation des espaces de référence par la locutrice), ainsi que «  le problème de l'appropriation de sa langue et de son identité culturelle en situation diglossique » comme l'indique le Professeur Philippe Blanchet  de Rennes 2 dans la revue Langage et Société (Année 1995, volume 73, no 1, p. 85-89) à propos de sa thèse publiée en 1995 sous le titre Dynamique interculturelle et Autoformation-Une histoire de vie en pays gallo (L’Harmattan, 1995). Dans son Compte-Rendu du livre de Christian Leray, il souligne aussi l'importance de « l'objet de cette recherche qui est de croiser d'une part l'approche sociolinguistique du discours, notamment dans une perspective interactionnelle et interprétative (…) et d'autre part l'approche dite de « l'autoformation » en sciences de l'éducation (production d’un discours interactif/réflexif de type « histoire de vie », cf. Gaston Pineau). Dans les recherches de Christian Leray aussi bien en Bretagne que dans diverses régions du Brésil, le concept d'interculturalité est étroitement lié à celui d’interactions langagières entre des locuteurs appartenant à des communautés ethnolinguistiques différentes.
À la suite de son habilitation à diriger des recherches, il organise à l’Université de Rennes ainsi que dans les Universités brésiliennes des États de Bahia et du Ceará, UNIFOR de Fortaleza, Universidade Federal de Santa Maria (Rio Grande do Sul), PUC de Campinas et les Alliances Françaises de Fortaleza, Recife, Rio de Janeiro - Niterói..., divers séminaires avec des étudiants s'exprimant en français et en portugais du Brésil, ainsi que des conférences publiées sous forme d'articles dans des revues ou livres scientifiques tels que « A lingua como vetor identitario / La langue comme vecteur identitaire – Le cas particulier du Gallo en Bretagne » (Campinas, livro Identidade e Discurso, (Org. Maria-José Coracini) UNICAMP, 2003) et à l'Université de Salvador de Bahia « Historia de vida intercultural em Formação de Professores / Histoire de vie interculturelle en Formation de Professeurs » (revista Educação e Contemporanidade, Salvador, 2008).

#### Notices d’autorité
- Ressource relative à la recherche :   - Persée
- Notices d'autorité :   - VIAF
  - ISNI
  - BnF (données)
  - IdRef
  - LCCN
  - CiNii
  - Pays-Bas
  - WorldCat
- CAIRN http://www.cairn.info/article_p.php?ID_ARTICLE=CSL_0201_0123

#### Sites
- Biographie Auteur aux Éditions l'Harmattan http://www.editions-harmattan.fr/index.asp?navig=auteurs&obj=artiste&no=26707
- Blogs personnels : http://christianleraybrasilbreizh.blogspot.fr / http://www.christianleray.over-blog.com
- Site Association de Recherche internationale sur les Histoires de vie et formation http://www.asihvif.com
- Site Association des Ecrivains de Bretagne - page Auteur LERAY Christian AEB https://www.ecrivainsbretons.org